# Johannes Rosenbrock
Johannes Rosenbrock, född 1813, död 1 augusti 1881 i Stockholm, var en svensk konstnär.
Rosenbrock tillhörde i mitten av 1800-talet kretsen kring poeten Johan Anders Wadman i Göteborg. Han var huvudsakligen verksam som porträttmålare men anses av senare tider vara medelmåttig i sin utövning. Han var mest produktiv under 1840- och 1850-talen då han reste runt blad de olika herrgårdarna och prästgårdarna i Östergötland, Närke, Uppland, Bohuslän och Skåne där han målade av familjemedlemmar. Det finns ett drygt 50-tal kända porträtt som bevarats på olika herrgårdar. Han medverkade i Konstakademiens 1850 med ett porträtt av baron Erik Christoffer Leijonhielm och dennes maka. Rosenberg finns representerad vid Nationalmuseum, Nordiska museet, Uppsala universitetsbibliotek och Klara kyrka i Stockholm.